# Schloss Meursault

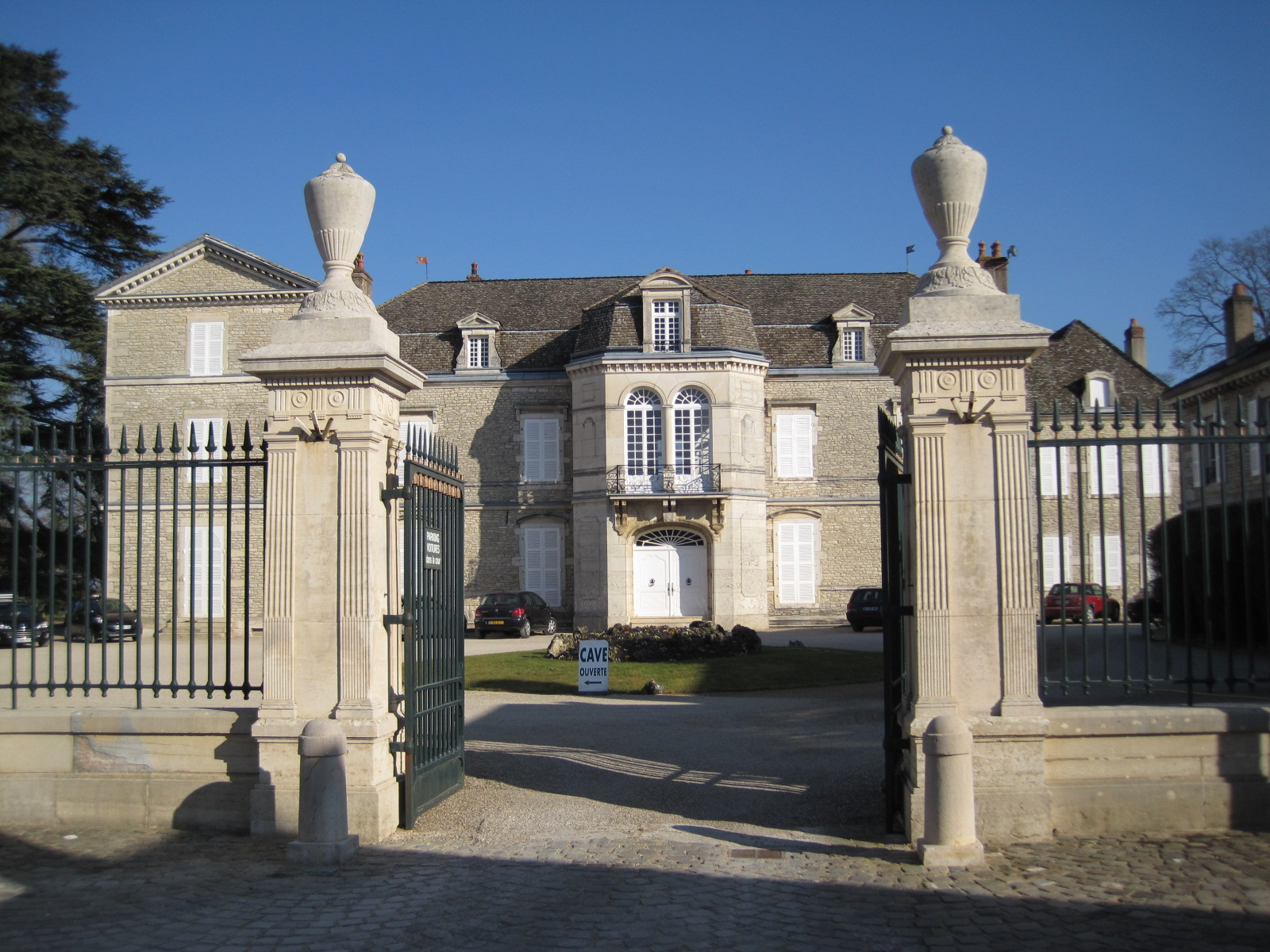
Schloss Meursault von der Eingangsseite

Das Schloss Meursault am südöstlichen Ortsrand von Meursault, einer französischen Gemeinde im Département Côte-d’Or in der Region Bourgogne-Franche-Comté, hat seinen Ursprung im 11. Jahrhundert. Das von einem Park umgebene Schloss besteht aus dem Hauptgebäude, links der Orangerie und rechts der Cuverie, dem Bottichraum. Vom 12. bis zum 16. Jahrhundert wechselte das Schloss während der Kämpfe zwischen den Herzögen von Burgund und den Königen von Frankreich häufig den Besitzer. Nach der Französischen Revolution (1789 bis 1799) hat das Schloss ebenso eine wechselhafte Epoche erlebt.

## Geschichte
Im Jahr 1645 wurde das Anwesen, Eigentum von Pierre Legoux de la Berchère der Seignierie von Mazeray, an Herrn la Rochepot verkauft. 1662 ging das Schloss in den Besitz von François de Raigecourt und seiner Frau Béatrice de Beaufremont über. 1666 kam es in die Hände von Pierre de Blancheton, Rechtsanwalt am burgundischen Parlament. Das Schloss verblieb bis zur Französischen Revolution im Besitz der Familie. Während dieser Zeit wurde das Schloss beschlagnahmt und an den Kaufmann Pierre Jobard aus Beaune verkauft. Seine Tochter Jeanne-Marie Philippine erbte das Anwesen und heiratete am 21. Juli 1818 Charles Serre, einen Nachkommen von Kaufleuten aus Châlon. Im 19. Jahrhundert wurde das Anwesen unter der Leitung der Familie Serr, mit großen architektonischen Veränderungen erweitert und das Weingut erheblich vergrößert. Durch Erbschaft ging das Schloss in den Besitz des Grafen von Moucheron über, das er seinem ältesten Sohn Etienne hinterließ. 1973 wurde das Anwesen restauriert und war im Besitz der Familie Boisseaux. Seit Dezember 2012 gehört das Schloss Meursault sowie das Schloss Marsannay-Côte de Nuits (mit 34 Hektar Rebfläche) der Familie Halley und steht unter der Leitung von Olivier Halley. Direktor des Anwesens ist Stéphane Follin-Arbelet.

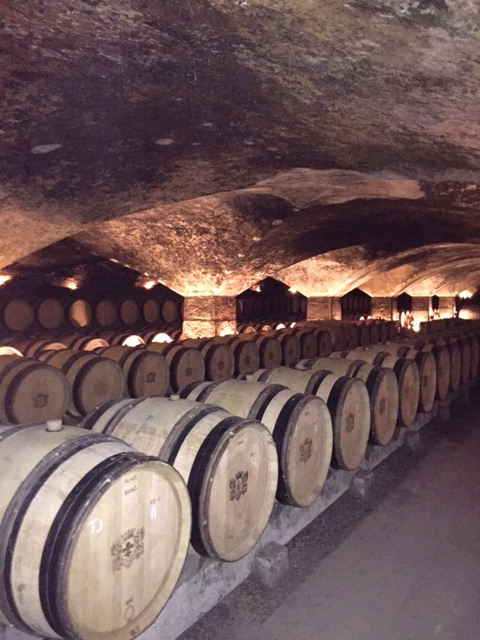
Gewölbekeller

Das Château de Meursault, mitten in den Weinbergen gelegen, umfasst 65 Hektar Weinberge (Chardonnay für die Weißen und Pinot Noir für die Roten) in der Côte de Beaune. Seine berühmten Weine, sowie die sehr großen Weinkeller aus dem 12., 14. und 16. Jahrhundert machen das Schloss zu einem eindrucksvollen Weingut Burgunds. Unter dem Schloss, in dem von Mönchen aus Citeaux angelegten Kellergewölben, lagern unzählige Flaschen Grand Crus und Premier Crus, sowie eine Menge von Fässern des Marc de Bourgogne. Die Schlösser von Meursault und Marsannay waren am 4. Juli 2015 u. a. Schirmherren der Kandidatur der Climats de Bourgogne als UNESCO-Weltkulturerbe.

## Veranstaltungen
Auf Schloss Meursault werden jährlich zwei internationale Weinfeste veranstaltet. Nach der großen Weinernte an einem Montag Mitte November wird der dritte Tag der "Drei Ruhmreichen" (Les Trois Glorieuses), die Paulée mit ca. 700 Personen gefeiert. Ebenso ist das Schloss Mitte März der Veranstaltungsort für die La Paulée de Printemps (frühere Banée), der Frühjahrs-Paulée-Meursault, mit ca. 470 Personen.